# Slepotická kalvárie z Pardubic
Slepotická kalvárie je dřevěné polychromované sousoší Panny Marie, sv. Jana Evangelisty a sv. Máří Madgaleny stojících pod ukřižovaným Kristem. Bylo vytvořeno ve 20. letech 18. století významným barokním sochařem Ferdinandem Maxmiliánem Brokoffem. 

## Historie
Do majetku kostela Povýšení svatého Kříže v Slepoticích přešlo roku 1786 rozprodejem inventáře minoritského kostela Zvěstování Panny Marie v Pardubicích, který byl společně s klášterem zrušen dekretem Josefa II. Od roku 2011 je sousoší zapůjčeno do expozice Muzea barokních soch v Chrudimi.  

## Hodnocení díla
Je v pořadí třetí Brokoffovou variantou kalvárie (řezby z kaple Kalvárie na Petříně a v kostele sv. Havla v Praze). Oldřich Blažíček ji datuje do období po roce 1725, Ivo Kořán do dvacátých let 18. století. 
| „           | Odhledajíce od nejistoty předchozích výkladů s plným přesvědčením povíme, že řezby pardubické Kalvárie jsou patrně vrcholem dosud známého Brokofova řezbářského umění a jedním z nejlepších celků českého barokního sochařství vůbec. | “ |
| — Ivo Kořán | |   |